# La Gouvernante importune
La Gouvernante importune est un poème en onze dixains de Tristan L'Hermite publié en 1638 dans le recueil des Amours.

## Présentation

### Texte
La gouvernante importune est composé de onze dixains d'octosyllabes :
Devant toi l'on ne peut parler

Avec prétexte légitime :

Dire bonjour c'est cajoler,

Et tourner l'œil c'est faire un crime.

Ton humeur pleine de soupçons

Fait de ridicules leçons

À des cœurs exempts de malice,

Et tes défenses bien souvent

Leur enseignent des artifices

Qu'ils ignoraient auparavant.

### Publication
La Gouvernante importune est publié en 1638 dans le recueil des Amours.

## Postérité

### Éditions nouvelles
En 1909, Adolphe van Bever reprend La Gouvernante importune dans la collection « Les plus belles pages » pour le Mercure de France. En 1925, Pierre Camo publie une réédition intégrale des Amours. En 1960, Amédée Carriat retient le poème dans son Choix de pages de toute l'œuvre en vers et en prose de Tristan. En 1962, Philip Wadsworth le reprend également dans son choix de Poésies de Tristan pour Pierre Seghers.

### Œuvres complètes
- Jean-Pierre Chauveau et al., Tristan L'Hermite, Œuvres complètes (tome II) : Poésie I, Paris, Honoré Champion, coll. « Sources classiques » (no 41), 2002, 576 p. (ISBN 978-2-745-30606-7)

### Anthologies
- Pierre Camo (préface et notes), Les Amours et autres poésies choisies, Paris, Garnier Frères, 1925, XXVII-311 p.
- Amédée Carriat (présentation et annotations), Tristan L'Hermite : Choix de pages, Limoges, Éditions Rougerie, 1960, 264 p.
- Adolphe van Bever (notice et appendices), Tristan L'Hermite, Paris, Mercure de France, coll. « Les plus belles pages », 1909, 320 p.
- Philip Wadsworth (présentation et notes), Tristan L'Hermite : Poésies, Paris, Pierre Seghers, 1962, 150 p.

### Ouvrages cités
- Napoléon-Maurice Bernardin, Un Précurseur de Racine : Tristan L'Hermite, sieur du Solier (1601-1655), sa famille, sa vie, ses œuvres, Paris, Alphonse Picard, 1895, XI-632 p.
- Amédée Carriat, Tristan, ou L'éloge d'un poète, Limoges, Éditions Rougerie, 1955, 146 p.